# Катандуанес
Катандуанес (на тагалог: Bohol) е остров в източната част на Филипинския архипелаг, разположен във Филипинско море, територия на Филипините. Площта му е 1492 km². Дължина от север на юг – 60 km, ширина – до 42 km. Населението на острова към 2020 г. наброява 272 000 души. На запад протокът Македа (9 km) го отделя от остров Лусон. Бреговата му линия е слабо разчленена, като северните и частично южните му брегове са обградени с коралови рифове. Релефът му е предимно хълмист и нископланински с максимална височина 764 m. Покрит е с вечнозелени тропични гори. Развива се тропично земеделие. Главен град на острова и център на едноименната провинция е град Вирак, разположен на южното му крайбрежие.